# Горица (Охридско)
Вижте пояснителната страница за други значения на Горица.
Горица (на македонска литературна норма: Горица) е летен туристически комплекс в Северна Македония, разположен е на брега на Охридското езеро, на 5 километра южно от Охрид по пътя за манастира „Свети Наум“.

## География
Комплексът е разположен на скалистия полуостров Горица, който е обезлесен в края на XIX век по заповед на Джеладин бег. След Втората световна война бърдото Горица е отново залесено.

## История
На северното ридче на полуострова се намират руините на една от трите най-стари триконхални църкви в Охридско, посветена на Свети Илия (заедно със „Свети Климент и Пантелеймон“ от 893 и неидентифицираната „Свето Благовещение“ (между 894 и 916). Село Горица се споменава за пръв път в надписа на църквата „Свети Стефан Панцир“, който е от XVI век.
В османски обширен дефтер за Охридска нахия от 1536 – 1539 година името на селото е Горица и в него има 29 християнски семейства и 3 неженени лица. В обширния дефтер за нахията от 1582 – 1583 – името на селото е Горица и в него има 13 християнски семейства и 2 неженени лица. Описан е и далянът Горица с шамак, който дава годишен приход от 1500 акчета. Църквата „Свети Стефан“, която „била владение на калугерите“, сега е владение на Ахмед Карагьоз и приходите от нея са прибавени към приходите на село Горица.
В „Етнография на вилаетите Адрианопол, Монастир и Салоника“, издадена в Константинопол в 1878 година и отразяваща статистиката на населението от 1873 година Горица (Goritza) е посочено като село с 4 домакинства с 18 жители българи.
В 1892 година Бранислав Нушич описва Горица като „малко село, в което има всичко четири християнски къщи“.
Според статистиката на Васил Кънчов („Македония. Етнография и статистика“) към 1900 година в Горица живеят 14 българи-християни.
На Етнографската карта на Битолския вилает на Картографския институт в София от 1901 година Горица е чисто българско село в Охридската каза на Битолския санджак с 4 къщи.
В началото на XX век цялото население на Горица е под върховенството на Българската екзархия. По данни на секретаря на екзархията Димитър Мишев („La Macédoine et sa Population Chrétienne“) в 1905 година в селото има 24 българи екзархисти.
При избухването на Балканската война в 1912 година един човек от Горица е доброволец в Македоно-одринското опълчение.

## Личности
Родени в Горица
- Пано Тасев (Пандо, 1888 – ?), македоно-одрински опълченец, Трета рота на Шеста охридска дружина[8]